# Adriatiska plattan

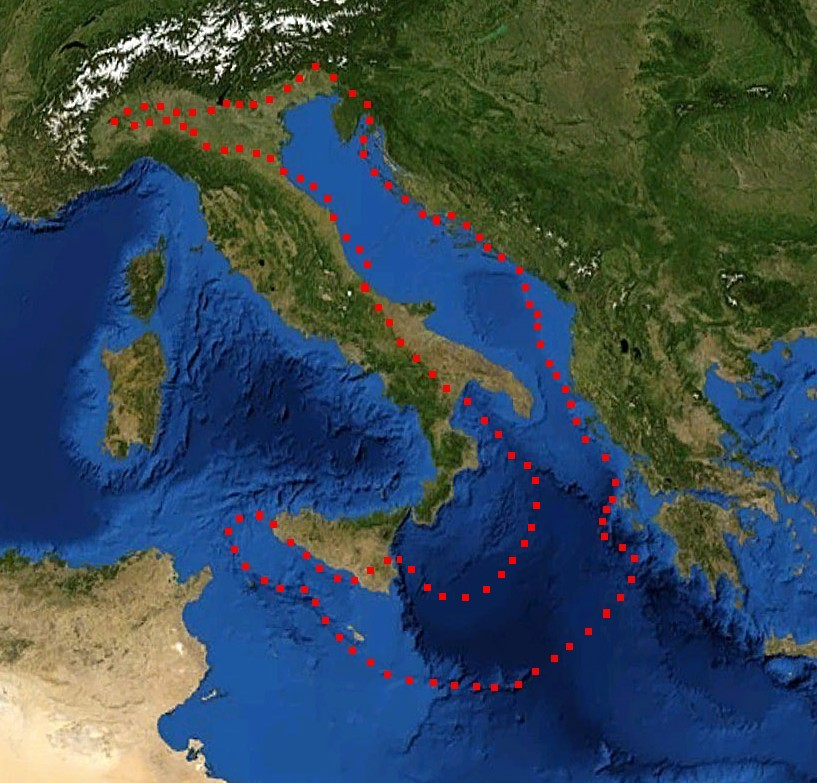
Adriatiska plattan

Adriatiska plattan, även kallad Apuliska plattan, är en liten litosfärplatta, en så kallad mikrokontinentalplatta, J-formad med en nordlig del under Adriatiska havet och Poslätten, och en sydlig del som i Medelhavet är svängd åt väster och går under Siciliens sydkust. Det förekommer att endast den norra delen kallas för Adriatiska plattan, som en del av den Apuliska plattan, men i den här artikeln behandlas de som synonymer.
Plattan är fristående från både den eurasiska och den afrikanska kontinentalplattan, men har uppstått under kollisionen mellan dessa båda. Man antar att plattan en gång varit en utskjutande del av den afrikanska plattan som brutits loss, men det finns också en teori om att endast den södra delen en gång tillhört afrikanska plattan medan den norra kommit från den eurasiska plattan. Det finns viss skillnad i platthalvornas struktur och mellan dem en mindre deformationszon.
Adriatiska plattan rör sig i förhållande till den eurasiska plattan åt nordost med en hastighet av 4–5 mm/år, med förkastningslinjer längs södra Alperna, Dinariderna och vidare söderut. Den uppvisar också en viss motursrotation och trycks in under Apenninerna, med återkommande jordbävningar i Italien som följd. Längst i sydost gränsar den mot den egeiska plattan och i söder mot Afrikanska plattan.